# Pazifischer Viperfisch

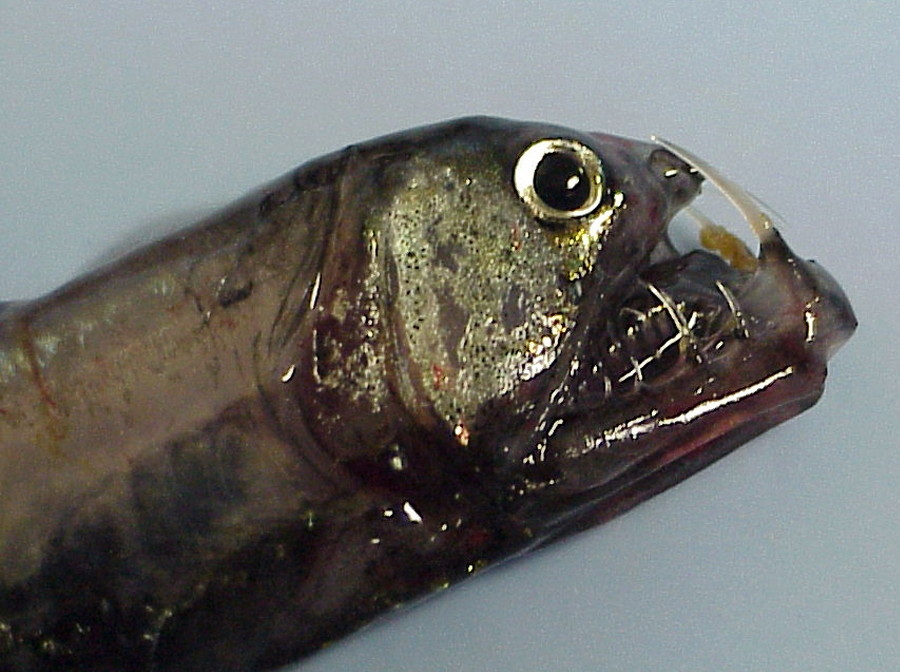
Pazifischer Viperfisch

Der Pazifische Viperfisch (Chauliodus macouni) ist ein Tiefseefisch aus der Ordnung der Maulstachler (Stomiiformes). Er kommt im Nord-Pazifik von Japan über den Nawarin-Graben in der Beringsee und den Golf von Alaska bis zur Mitte der Halbinsel Niederkalifornien und im Golf von Kalifornien in Tiefen von 25 bis 4390 Metern vor. 

## Merkmale
Er wird 25 cm lang und etwa 25 g schwer. Sein langgestreckter Körper hat 56 bis 63 Wirbel. Die kurze Rückenflosse hat 5 bis 7 Flossenstrahlen, die Afterflosse 9 bis 14. Der erste Strahl der Rückenflosse ist stark verlängert und am Ende mit einem kleinen, blattartigen Anhängsel versehen. Die Fettflosse, die sich im hinteren Rückenbereich oberhalb der Afterflosse befindet, ist groß, die Bauchflossen sind lang und schmal. Kiemenreusenstrahlen fehlen, die Anzahl der Branchiostegalstrahlen liegt bei 16 bis 21. Pazifische Viperfische sind dunkelbraun bis schwarz gefärbt. Entlang der Bauchseite erstrecken sich Reihen von Leuchtorganen.

## Lebensweise
Der Pazifische Viperfisch ernährt sich von planktonischen Krebstieren, Pfeilwürmern und kleinen Fischen. Er unternimmt Vertikalwanderungen und steigt in der Nacht in Richtung Meeresoberfläche auf. Eier und Larven leben planktonisch.